# Агонистици
Агонистиците, наричани още циркумцелиони са фанатични групи на селяни, които процъфтяват като радикална християнска секта в римска Африка през 4 – 5 век. За тях е характерен протестът стещу социалното неравенство, осъждане на официалната черква, аскетизъм.